# ディマス・テイシェイラ
ディマス・テイシェイラ (Dimas Teixeira) ことディマス・マヌエル・マルケス・テイシェイラ（Dimas Manuel Marques Teixeira, 1969年2月16日 - ）は、ポルトガル出身の元同国代表の元サッカー選手。ポジションはディフェンダー。

## 概要
ベンフィカ、ユヴェントス、フェネルバフチェ、スタンダール・リエージュ、スポルティングCP、マルセイユなど、ヨーロッパのクラブを渡り歩き、公式戦300試合以上に出場した。また、ポルトガル代表では44試合に出場した。

## タイトル
ベンフィカ
- タッサ・デ・ポルトガル : 1995-96

ユヴェントス
- セリエA : 1996-97, 1997-98
- スーペルコッパ・イタリアーナ : 1997

スポルティングCP
- プリメイラ・リーガ : 2001-02
- タッサ・デ・ポルトガル : 2001-02